# Rob Warden
Rob L. Warden (* 1940 in Carthage, Missouri) ist ein US-amerikanischer Journalist, Publizist und Herausgeber, der mehrfach ausgezeichnet wurde und der sich für die Abschaffung der Todesstrafe einsetzt.

## Leben und Werk
Warden studierte an der University of Missouri und an der Pittsburg State University in Pittsburg, Kansas. Danach arbeitete er für Zeitungen in Chicago, überwiegend für die Kalamazoo Gazette. 1965 wurde er von den Chicago Daily News verpflichtet, wo er zuerst im Ressort Wissenschaft arbeitete, dann in führenden Positionen des Blattes, überwiegend als Investigativjournalist, schließlich in der Mitte der 1970er Jahre als Europa- und Nahost-Korrespondent. „Ich musste damals auf ziemlich dramatische Weise aus einem Hotel in Beirut flüchten, auf dem Höhepunkt interner Auseinandersetzungen im Libanon. Ich denke, sie  nannten es damals noch nicht Bürgerkrieg. Aber aus meiner Sicht der Dinge war es ein Bürgerkrieg.“ Nach der Einstellung der Tageszeitung im Jahr 1978 schrieb Warten kurz für die Washington Post, danach gründete er die Fachzeitschrift Chicago Lawyer, welche er bis 1989 selbst herausgab. 1989 verkaufte er die Zeitschrift an die Law Bulletin Publishing Company, die sie nach wie vor produziert.
In den 1980er Jahren begann sein Engagement gegen die Todesstrafe. Warden deckte – oft in jahre- und jahrzehntelanger Recherche – drastische Fehlurteile auf und publizierte diese in seiner Zeitschrift und in Büchern, darunter den berühmten Fall der Ford Heights Four, welcher die moralische Legitimität der Todesstrafe massiv in Frage stellte.
In den 1990er Jahren arbeitete er als politischer Berater, in der Staatsanwaltschaft von Cook County, sowie für mehrere Rechtsanwaltskanzleien und für die Streitsachenabteilung von General Electric Medical Systems.
1999 gründete Warden gemeinsam mit Lawrence C. Marshall das Center on Wrongful Convictions, welches an der Juridischen Fakultät der Northwestern University beheimatet ist. Vorrangiges Ziel dieser Institution ist es, fragwürdige Verurteilungen zu prüfen, die Wiederaufnahme der gerichtlichen Verfahren zu erreichen und für die Freilassung unschuldig Verurteilter zu kämpfen. Er motivierte seine Studenten, die Fälle minutiös zu untersuchen und die Urteile in Frage zu stellen. Wichtig war ihm dabei auch stets die Beteiligung und das Know-how von unschuldig Verurteilten, die nach ihrer Freilassung in seine Projekte als Mitarbeiter integriert wurden. Mara Tapp beschreibt in the Chicago Tribune das Lebenswerk des Journalisten so:

„Rob Warden und David Protess sind so ziemlich die letzten Leute, die ein Staatsanwalt vor dem Gerichtssaal warten sehen möchte. Und das ist genau, was beiden gefällt, denn sie haben so gut wie ihr gesamtes Berufsleben darauf verwendet, so laut als möglich davor zu warnen, dass die unkontrollierte Macht der Regierung das Leben unschuldiger Menschen mittels ungerechtfertigter Strafverfolgung zerstören kann und zerstört.“

Gemeinsam mit dem Medill Innocence Project von David Protess erzielte das Center on Wrongful Convictions eine Wende in der öffentlichen Meinung. Im Jahr 2003 begnadigte der damalige Gouverneur George Ryan sämtliche 167 zum Tode Verurteilten im Staate Illinois und wandelte deren Todesurteil in eine lebenslange Haftstrafe um. Seine Entscheidung begründete er damit, dass das amerikanische Rechtssystem „willkürlich und unberechenbar und daher unmoralisch“ sei. 2011 wurde die Todesstrafe Staate Illinois abgeschafft.

## Auszeichnungen (Auswahl)
Warden hat mehr als fünfzig Auszeichnungen erhalten, darunter den:
- John Bartlow Martin Award for Public Interest Magazine Journalism der Medill School of Journalism
- James McGuire Award der American Civil Liberties Union (zwei Verleihungen)
- Peter Lisagor Award der Society of Professional Journalists (fünf Verleihungen)
- Norval Morris Award der Illinois Academy of Criminology
- 2003 [oder 2004] Aufnahme in die Chicago Journalism Hall of Fame

## Buchpublikationen
- 1987, gemeinsam mit James Tuohy: Greylord - Justice, Chicago Style
- 1993, gemeinsam mit David Protess: Gone in the Night. Delacorte. ISBN 978-0-385-30619-5. Über den Fall Jaclyn Dowaliby.
- 1998, gemeinsam mit David Protess: A Promise of Justice. Hyperion. ISBN 978-0-7868-6294-8. Über Kenneth Adams. Online: Center on Wrongful Convictions
- 2005: Wilkie Collins: The dead alive. The novel, the case, and wrongful convictions. Northwestern University Press. ISBN 978-0-8101-2294-9.
- 2009: True Stories of False Confessions. Northwestern University Press.